# Alopecosa michaelseni
Alopecosa michaelseni es una especie de araña araneomorfa del género Alopecosa, familia Lycosidae. Fue descrita científicamente por Simon en 1902.
Habita en Chile.